# セカンド・ライン

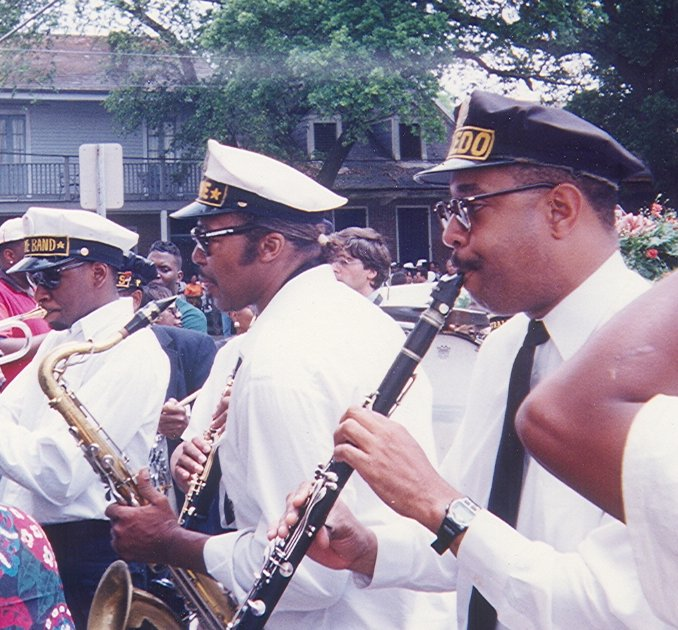
ニューオーリンズ・トレメ地域でのジャズ葬（右はマイケル・ホワイト）

セカンド・ライン (second line)とは、ルイジアナ州ニューオーリンズのブラスバンドを伴った伝統的なパレードの名称。そこから生み出された独特のリズムはセカンド・ライン・リズムあるいはセカンド・ライン・ビートなどと称され、ニューオーリンズのジャズ、R&B、ファンクなどの音楽の重要な要素となっている。

## 概要
セカンド・ラインは、ジャズ葬というニューオーリンズ独特の葬儀のパレードから生まれた。ジャズ葬では、パレードは先頭を歩くファースト・ラインとその後につくセカンド・ラインとに分かれる。ファースト・ラインが故人の遺族および関係者のみである一方、セカンド・ラインとはブラスバンドの奏でる音楽に魅せられ、ファースト・ラインの後について参列する人々のことである。
ニューオーリンズの典型的なジャズ葬では、重々しい葬送歌や賛美歌を演奏するブラスバンドと共に、故人の遺族や友人、関係者が葬儀場から墓地まで棺を運んでパレードする。埋葬を終えた後の帰路のパレードでは、ブラスバンドは賑やかで活気のある曲を演奏する。多くの場合、スウィング感のある賛美歌やスピリチュアルな曲から始まり、パレードが進むにつれ、ポピュラーでホットな曲へと移り、盛り上がって行く。墓場までの重々しい演奏が故人を悼むためのものであるのに対し、帰路の演奏の明るさには、魂が解放されて天国へ行くことを祝う意味が込められているとされる。
このブラスバンドの帰路の演奏を楽しむ目的で、ファースト・ラインに続いて街を練り歩く人々がセカンド・ラインである。その多くは音楽に魅せられた通行人や地元の住民などであるが、ミュージシャンの葬儀などの場合、故人のファンが加わることもある。彼らは、音楽に合わせて踊り、ハンカチを振り、色とりどりの傘を掲げてパレードを盛り上げる。セカンド・ライン・パレードへの参加者は、セカンド・ライナーズなどとも呼ばれる。
ニューオーリンズには、地元の（主にアフリカ系アメリカ人の）コミュニティーに根ざしたソーシャル・エイド&プレジャー・クラブという生活支援組織が存在し、彼らがブラスバンドの手配を含め、ジャズ葬を取り仕切ってきた。彼らはこのことから、セカンド・ラインの伝統の守護者などとも称されている。
今日でも、ニューオーリンズでは伝統的なジャズ葬は健在である。また、セカンド・ライン・パレードは、ジャズ葬とは切り離した形でも一年を通して日常的に行われている。主に日曜日の午後にニューオーリンズ市内の通りで様々な団体の主催するパレードを見ることができる。またニューオーリンズ・ジャズ&ヘリテッジ・フェスティバルなどのイベントでも、パレードは連日組まれている。